# Wieża ciśnień w Skorogoszczy
Wieża ciśnień w Skorogoszczy – wieża ciśnień  wybudowana w 1910 roku dla potrzeb folwarcznej gorzelni i płatkarni należącej do rodziny Kerssenbrocków. 

## Historia
Wieża posiada walory historyczno-techniczne, architektoniczne i krajobrazowe. 
Wieża ma wysokość 27,5 m i posiadała zbiornik o pojemności 24 m³. Trzon z przyporami w dolnej części powstał z cegły czerwonej, część zbiornikowa lekko zaznaczona jest otynkowana, na niej anteny telefonii komórkowej, dach jest pokryty dachówką. Nad wejściem znajduje się pamiątkowa tablica z herbem i datą budowy wieży.
Obiekt funkcjonował jako wieża ciśnień do 1975 roku. Obecnym właścicielem jest Dariusz Zięba – historyk-pasjonat ze Skorogoszczy, Jest udostępniana jest jako punkt widokowy. Budynek stacji pomp właściciel zaadaptował na mieszkanie, połączył także stację pomp z wieżą łącznikiem.
Wieża w 1999 r. została wpisana do rejestru zabytków.

## Nagrody
- 2013: Ministerstwo Kultury i Dziedzictwa Narodowego przyznało wyróżnienie w konkursie Zabytek zadbany[1].